# Doyle’s Delight
Der Doyle’s Delight ist mit 1124 m der höchste Berg im mittelamerikanischen Belize.
Lange Zeit hielt man den Victoria Peak für den höchsten Punkt in Belize. Jedoch haben neuere Messungen ergeben, dass der Doyle’s Delight um vier Meter höher ist. Genauso wie der Victoria Peak liegt der Doyle’s Delight in den Maya Mountains an der Grenze der beiden Provinzen Toledo und Cayo. 
Der Name Doyle’s Delight entstand erst im Jahr 1989, als die Expeditionsleiterin Sharon Matola ein Buch von Arthur Conan Doyle The Lost World von 1912 las, welches das Zitat „there must be something wild and wonderful in a country such as this, and we're the men to find it out“ enthielt und Matola dieses Zitat mit dem Berg verband. Der Name ist inzwischen weitgehend akzeptiert und wurde auch von der belizischen Regierung übernommen.